# ドーブリ・フリストフ
ドーブリ・フリストフ（ブルガリア語: Добри Христов, ラテン文字転写: Dobri (Dobre)　Hristov (Christov) (Khristov)、1875年12月14日 - 1941年1月23日）は、ブルガリアの作曲家。同国のヴァルナ出身。
1900年から1903年までプラハ音楽院でドヴォルザークに学び、帰国後はブルガリアの近代音楽の父として国立音楽学校などで後進の指導にあたり、合唱音楽やオーケストラの作曲も行った。ブルガリア民謡の収集にも尽力している。正教会聖歌の作品は数多く、ブルガリア正教会のみならずロシア正教会などでもその聖歌が歌われたり録音されたりする事は少なくない。
1912年から1928年にかけて、フリストフは「七聖人声楽アンサンブル（The Seven Saints Vocal Ensemble）」の指揮者に就任する。また、「七聖人」に同名の教会の聖歌隊指揮者にも就任した。これらの合唱団・聖歌隊のためにも、数多くの正教会聖歌が作曲された。

## 代表的作品（聖歌）
- 主の名を讃めあげよ（Хвалите имя Господне）
- ヘルヴィムの歌（第4番）